# Chaitophorus viminalis
Chaitophorus viminalis är en insektsart som beskrevs av Monell 1879. Chaitophorus viminalis ingår i släktet Chaitophorus och familjen långrörsbladlöss. Inga underarter finns listade i Catalogue of Life.